# 女優カメレオン
『女優カメレオン』（じょゆうかめれおん）は、日本テレビ系列で2016年から不定期に放送されている特別番組（バラエティ番組）。

## 概要
女優の様々な面を発掘する新バラエティー。今後ブレーク間違いなしの女優がカメレオンとなり様々な場所に潜入し「多様化する現代女性の生態」を徹底調査！バラエティーの力は？意外な一面は？女優さんの多彩な才能を引き出す。

## 司会者
- 若林正恭（オードリー）
- 近藤春菜（ハリセンボン）
- 箕輪はるか（ハリセンボン）

## ゲスト
第1回
- 山崎紘菜（カメレオン女優）

第2回
- 小島藤子（カメレオン女優）

第3回
- 柴田理恵
- 高岡早紀
- 川栄李奈
- 相楽樹（カメレオン女優）
- 我妻三輪子（カメレオン女優）

第4回
- 木南晴夏
- 水野真紀
- 浜口京子
- 古畑星夏（カメレオン女優）
- 山谷花純（カメレオン女優）

## 放送日時
| 回数  | 放送日時                             | 備考 |
| ----- | ------------------------------------ | ---- |
| 第1回 | 2016年3月3日（木曜日）24:59 - 25:29  |      |
| 第2回 | 2016年3月10日（木曜日）24:59 - 25:29 |      |
| 第3回 | 2016年9月20日（火曜日）23:59 - 24:54 |      |
| 第4回 | 2017年1月8日（日曜日）23:00 - 23:54  |      |

## 主なスタッフ
- 企画・演出：渡辺春佳
- 監修：安島隆
- ナレーター：安達祐実
- 構成：アリエシュンスケ、飯塚大悟、山形遼介
- TM：小椋敏宏
- SW：蔦佳樹
- CAM：荻野高康
- MIX：太田黒健至
- 調整：山口考志
- 照明：井口弘一郎
- 編集：伊藤さやか
- MA：長谷川真哉
- 音効：浅井孟義
- 美術：高野泰人
- デザイン：平岡真穂、津島美樹
- TK：長坂真由美
- デスク：木村真由美
- 技術協力：日テレ・テクニカル・リソーシズ、日放
- 美術協力：日テレアート
- リサーチ：野村直子、飯田美子
- 演出補：渡部健太、小澤昌史、川端里奈、山田裕太、豆田利恵
- AP：峯亜希子、阿部理江
- ディレクター：齋藤篤史、渡邊麻子、東海林明
- チーフディレクター：井上圭
- プロデューサー：廣瀬由紀子、福島英人、山本玲子
- チーフプロデューサー：糸井聖一
- 制作協力：salvage、THE WORKS
- 製作著作：日テレ